# Deropeltis verticalis
Deropeltis verticalis är en kackerlacksart som beskrevs av Hermann Burmeister 1838. Deropeltis verticalis ingår i släktet Deropeltis och familjen storkackerlackor. Inga underarter finns listade i Catalogue of Life.